# كارل ياكوب ويبر
كارل ياكوب ويبر هو مهندس قتالي ومهندس سويسري، ولد في 12 أغسطس 1712 في Arth ‏ في سويسرا، وتوفي في 15 فبراير 1764.

## وصلات خارجية
- كارل جاكوب ويبر على موقع الموسوعة البريطانية (الإنجليزية)